# Dongshan (socken i Kina, Shanxi)
Dongshan (kinesiska: 东山, 东山乡) är en socken i Kina. Den ligger i provinsen Shanxi, i den norra delen av landet, omkring 170 kilometer nordost om provinshuvudstaden Taiyuan. Antalet invånare är 20432. Befolkningen består av 9 686 kvinnor och 10 746 män. Barn under 15 år utgör 19,0 %, vuxna 15-64 år 70 %, och äldre över 65 år 10,0 %.
Genomsnittlig årsnederbörd är 671 millimeter. Den regnigaste månaden är juli, med i genomsnitt 170 mm nederbörd, och den torraste är januari, med 4 mm nederbörd.